# Ivančna Gorica
Ivančna Gorica è un comune di 14 868 abitanti della Slovenia centrale.

## Storia
L'attuale territorio del comune di Ivančna Gorica in epoca asburgica era suddiviso nei comuni catastali di Višnja Gora (ted. Weixelburg), Dedni Dol (ted. Dedendol o Dedendall), Leskovec (ted. Leskouz), Dobrava (ted. Dobrawa), Draga, Hudo (ted. Pösendorf), Zatičina (oggi Stična, ted. Sittich), Metnaj (ted. Metnai o Mettnay), Šent Vid (ted. Sankt Veit), Češnjice (ted. Tscheschenze), Bukovica (ted. Bukowitz), Temenica (ted. Themenitz), Subrače (o Subrače, ted. Subratsche), Dole Male (ted. Kleindule o Malledulle), Radohova Vas (ted. Rodockendorf o Rodokendorf), Podboršt (ted. Podborst), Dob, Velike Peče (ted. Großpeze), Gorenja Vas (ted. Oberdorf), Križna Vas (ted. Kreuzdorf), Vrhe (o Verche), Krka (ted. Obergurk), Podbukovje (ted. Podbukuje o Podwukuje), Sušica (ted. Schuschitz o Schütze), Muljava (ted. Mulau), Zagradec (ted. Sagratz o Sagraz), Valična Vas (ted. Walitschendorf), Veliko Globoko (ted. Großgloboko o Großgloboku), Ambrus, Višnje (ted. Weixel o Weixelberg). Il villaggio di Brezovo Spodnje (ted. Unterbresow) faceva parte del comune di Polica (ted. Politz).
Successivamente Dobrava venne aggregata al comune di Leskovec; Zatičina e Metnaj a Šent Vid; Subrače a Temenica; Vrhe, Podbukovje e Sušica a Krka; Valična Vas a Zagradec; Veliko Globoko e Višnje a Ambrus. Dole Male passò al comune di Veliki Gaber (ted. Großgaber).
Dal 1941 al 1943, durante l’occupazione italiana, ha fatto parte della Provincia di Lubiana.

## Monumenti e luoghi d'interesse
A Stična sorge la basilica minore di Santa Maria Addolorata, affidata ai cistercensi.

## Località
Il comune è diviso in 137 insediamenti (naselja):
- Ambrus
- Artiža vas
- Bakrc
- Boga vas
- Bojanji Vrh
- Bratnice
- Breg pri Dobu
- Breg pri Temenici
- Breg pri Zagradcu
- Brezovi Dol
- Bukovica
- Čagošče
- Češnjice pri Zagradcu
- Debeče
- Dedni Dol
- Dečja vas pri Zagradcu
- Dob pri Šentvidu
- Dobrava pri Stični
- Dolenja vas pri Temenici
- Fužina
- Gabrje pri Stični
- Gabrovčec
- Gabrovka pri Zagradcu
- Glogovica
- Gorenja vas
- Gorenje Brezovo
- Gradiček
- Grintovec
- Griže
- Grm
- Hrastov Dol
- Ivančna Gorica
- Kal
- Kamni Vrh pri Ambrusu
- Kamno Brdo
- Kitni Vrh
- Kriška vas
- Krka
- Krška vas
- Kuželjevec
- Laze nad Krko
- Leskovec
- Leščevje
- Lučarjev Kal
- Mala Dobrava
- Mala Goričica
- Male Dole pri Temenici
- Male Češnjice
- Male Kompolje
- Male Lese
- Male Pece
- Male Rebrce
- Male Vrhe
- Mali Kal
- Mali Korinj
- Malo Črnelo
- Malo Globoko
- Malo Hudo
- Marinča vas
- Mekinje nad Stično
- Metnaj
- Mevce
- Mleščevo
- Mrzlo Polje
- Muljava
- Nova vas
- Obolno
- Oslica
- Osredek nad Stično
- Petrušnja vas
- Peščenik
- Planina
- Podboršt
- Podbukovje
- Podsmreka pri Višnji Gori
- Pokojnica
- Poljane pri Stični
- Polje pri Višnji Gori
- Potok pri Muljavi
- Praproče pri Temenici
- Primča vas
- Pristava nad Stično
- Pristava pri Višnji Gori
- Pristavlja vas
- Pungert
- Pusti Javor
- Radanja vas
- Radohova vas
- Ravni Dol
- Rdeči Kal
- Sad
- Sela pri Dobu
- Sela pri Sobračah
- Sela pri Višnji Gori
- Selo pri Radohovi Vasi
- Sobrače
- Spodnja Draga
- Spodnje Brezovo
- Stari trg
- Stična
- Stranska vas ob Višnjici
- Sušica
- Šentjurje
- Šentpavel na Dolenjskem
- Šentvid pri Stični
- Škoflje
- Škrjanče
- Temenica
- Tolčane
- Trebež
- Trebnja Gorica
- Trnovica
- Valična vas
- Velika Dobrava
- Velike Dole pri Temenici
- Velike Češnjice
- Velike Kompolje
- Velike Lese
- Velike Pece
- Velike Rebrce
- Velike Vrhe
- Veliki Kal
- Veliki Korinj
- Veliko Črnelo
- Veliko Globoko
- Videm pri Temenici
- Vir pri Stični
- Višnja Gora
- Višnje
- Vrh pri Sobračah
- Vrh pri Višnji Gori
- Vrhpolje pri Šentvidu
- Zaboršt pri Šentvidu
- Zagradec
- Zavrtače
- Zgornja Draga
- Znojile pri Krki